# Pelargonium rapaceum
Pelargonium rapaceum är en näveväxtart som först beskrevs av Carl von Linné, och fick sitt nu gällande namn av L'her. och Nikolaus Joseph von Jacquin. Pelargonium rapaceum ingår i släktet pelargoner, och familjen näveväxter. Inga underarter finns listade i Catalogue of Life.